# Blutsonntag von Stanislau
Beim Blutsonntag von Stanislau wurden am 12. Oktober 1941 mehr als zehntausend jüdische Männer, Frauen und Kinder erschossen. Diesen Massenmord im damaligen Stanislau, dem heute zur Westukraine gehörenden Iwano-Frankiwsk, organisierte der SS-Hauptsturmführer Hans Krüger. Das Massaker gilt als Beginn der „Endlösung“ im Generalgouvernement.

## Hintergrund
Nach dem Polnisch-Sowjetischen Krieg von 1919 bis 1921 wurde das vormals zu Österreich-Ungarn gehörende ostgalizische Gebiet um Stanislau durch Übereinkunft im Frieden von Riga als Woiwodschaft Stanisławów Teil der Zweiten Polnischen Republik. Das Gebiet wurde nach dem 17. September 1939 aufgrund des Ribbentrop-Molotow-Paktes von der Sowjetunion annektiert. Am 2. Juli 1941, kurz nach dem deutschen Angriff auf die Sowjetunion, wurde Stanislau von ungarischen Truppen besetzt. Ende Juli 1941 übernahmen die Deutschen die Herrschaft und gliederten den Distrikt Galizien am 1. August 1941 neben den bereits bestehenden Distrikten Krakau, Lublin, Radom und Warschau ins Generalgouvernement ein.
Die Stadt Stanislau (polnisch Stanisławów, seit 1945 zur Ukraine gehörend und 1962 in Iwano-Frankiwsk umbenannt) liegt 120 Kilometer südöstlich von Lemberg. 1931 lebten dort 24.823 Juden; die Einwohnerzahl insgesamt wird für 1938 mit 85.000 angegeben. Der jüdische Bevölkerungsanteil wuchs 1941 auf 42.000 an. Es handelte sich dabei zum Teil um Juden, die beim deutschen Überfall auf Polen dorthin geflüchtet waren; in der Mehrzahl aber waren sie aus dem von Ungarn besetzten Transkarpatien ausgewiesen worden. Alle Juden mussten eine Armbinde als Kennzeichnung tragen.

## Liquidierung der „polnisch-jüdischen Intelligenz“
Die Außenstelle Stanislau des Kommandeurs der Sicherheitspolizei und des SD Lemberg (später umbenannt in Grenzpolizei-Kommissariat Stanislau) wurde von Ende Juli 1941 bis August 1942 vom SS-Hauptsturmführer Hans Krüger geführt. Sie war zuständig für die Kreise Stanislau und Kalusch sowie die Region um Rohatyn mit über 700.000 Einwohnern. Die Dienststelle hatte kaum dreißig deutsche Mitarbeiter, verfügte jedoch über zahlreiche Hilfsfreiwillige, die unter ortsansässigen Volksdeutschen und ukrainischer Miliz angeworben wurden.
Bereits am 2. August 1941 ließ Krüger Angehörige der polnischen Intelligenz verhaften und wenige Tage später 600 von ihnen im Wald von Pawelce erschießen und verscharren. Nach Angaben Krügers erteilte Karl Eberhard Schöngarth Ende August oder im September Weisungen, die ab Oktober 1941 zu den Massenmorden an Juden in Galizien führten. Es gilt jedoch nicht als abschließend geklärt, ob SS-Sturmbannführer Helmut Tanzmann vom Einsatzkommando z. b. V. oder der SS- und Polizeiführer Friedrich Katzmann die Initiative ergriff und die entscheidenden Befehle dazu erteilte. Laut Krüger sollte die Vernichtung der Juden in Stanislau durchgeführt werden, weil ein dort geplantes und im Dezember 1941 tatsächlich eingerichtetes Ghetto nur einen Bruchteil der ansässigen Juden hätte aufnehmen können. Als weiteres Motiv für den Beginn der Massenmorde in dieser Region wird die Grenznähe zur ungarischen Karpato-Ukraine angeführt, aus der laufend Juden in den Distrikt Galizien abgeschoben wurden.

## „Generalprobe“ in Nadwirna
Am 6. Oktober 1941 führte Krüger in der Kleinstadt Nadwirna eine „Großaktion“ durch, die als „Generalprobe“ für die Organisation des Blutsonntags von Stanislau gilt. Diese Aktion wurde auf einer Einsatzbesprechung in Lemberg vorbereitet, bei der Friedrich Katzmann den Beginn von „befohlenen Liquidierungsmaßnahmen gegen die Masse der Juden in Galizien“ angekündigt haben soll. Krüger soll (laut Feststellung im Urteil eines Schwurgerichts) seinen Leuten am frühen Morgen vor Beginn der „Aktion“ verkündet haben, dass ihnen „eine schwere Aufgabe“ bevorstehe und „die Ausrottung der Juden vom Führer befohlen“ sei.
Neben den Leuten seiner Dienststelle standen Hans Krüger Schutzpolizisten aus Wien zur Verfügung, die die ukrainische Hilfspolizei kommandierten. Zusätzlich zog er zwei Kompanien des Reserve-Polizeibataillons 133 heran. Etwa zweitausend Juden wurden auf einem umzäunten Sammelplatz in der Stadt zusammengetrieben. Die Opfer – Männer und Frauen, Kinder und Greise – wurden auf Lastkraftwagen verladen und zu einem Waldstück gebracht. Dort mussten die Opfer ihre Kleider ablegen. Sie wurden in Gruppen zu einer ausgehobenen Grube geführt und dort erschossen. Getötet wurden an diesem Tag mindestens 1200 jüdische Menschen. Am Abend wurden die restlichen Juden vom Sammelplatz entlassen, nachdem sie alle Wertgegenstände abgegeben hatten.

## Blutsonntag
Am Morgen des 12. Oktober 1941 gab Hans Krüger die Einsatzbefehle für die „Großaktion“. Die Trupps der Sicherheitspolizei, des Reserve-Polizeibataillons 133 und der ortskundigen ukrainischen Miliz räumten die jüdischen Wohnungen systematisch: beginnend an der Eisenbahnlinie, weiter über die Innenstadt bis zum Stadtteil Belvedere, in dem später das Ghetto eingerichtet wurde. Die Juden, die ihre Wertgegenstände mitnehmen sollten, wurden auf den Marktplatz getrieben. In Kolonnen von 200 Personen mussten sie zum neuen jüdischen Friedhof im Stadtteil Zagwozdzieckie marschieren; Kranke und Gebrechliche wurden mit Lastwagen dorthin geschafft.
Der Friedhof war mit einer hohen Mauer umgeben. Am Vorabend waren dort mehrere Gruben ausgeschachtet worden. Als erste Opfer wurden 400 Juden erschossen, die nach Ungarn geflohen waren, danach aber über die Grenze abgeschoben und in Stanislau inhaftiert worden waren. Die vom Sammelplatz eintreffenden Juden mussten sich zunächst hinsetzen und wurden scharf bewacht. Später mussten sie ihre Oberbekleidung ablegen und die mitgeführten Wertsachen aushändigen, bevor sie an den Rand der Grube geführt wurden. Die Erschießungskommandos bestanden aus jeweils zehn bis fünfzehn Schützen, die mit Karabinern und Pistolen schossen. In der Dämmerung wurde die Massenerschießung abgebrochen. Die Überlebenden wurden unter Schlägen vom Friedhof getrieben.
Nach Angaben von Zeitzeugen wurden am Blutsonntag von Stanislau 10.000 bis 12.000 jüdische Männer, Frauen und Kinder erschossen. Diese Zahlen werden auch in der Literatur genannt. Bei der Beweisaufnahme im Urteil gegen Hans Krüger ging das Gericht von mindestens 6.000 Opfern aus.

## Massenmorde in Galizien
Der sogenannte Blutsonntag von Stanislau am 12. Oktober 1941 gilt als Beginn der „Endlösung“ im Generalgouvernement. Am 13. Oktober trafen sich Heinrich Himmler, Odilo Globocnik und der HSSPF Friedrich Wilhelm Krüger in Berlin und beschlossen vermutlich dabei, stationäre Vernichtungslager im Generalgouvernement zu errichten.
Bis zum 1. Dezember 1941 wurden zahlreiche weitere Massenerschießungen im Distrikt Galizien durchgeführt, namentlich in Rohatyn, abermals in Stanislau sowie in Deljatyn und Kalusch, bei denen jeweils mehrere tausend Juden umgebracht wurden. Krüger ließ Ende März 1942 mehr als tausend „unbrauchbare Juden“ aus dem Ghetto Stanislau festnehmen; diese wurden am 1. April 1942 in das Vernichtungslager Belzec verschleppt und dort vergast. Erhalten ist ein an Joachim von Ribbentrop gerichteter Protestbrief eines Volksdeutschen aus Stanislau, der die Massenerschießungen anprangert. Am 2. Juli 1942 veröffentlichte die New York Times einen Bericht über Massaker an 700.000 Juden in den von Deutschen besetzten Gebieten; dabei wird von 15.000 Opfern in Stanislau geschrieben.
Das Ghetto von Stanislau wurde im Januar 1943 aufgelöst. Anfang 1944 öffnete ein Sonderkommando die meisten Massengräber, verbrannte die Leichen und verwischte die Spuren des Verbrechens. Stanislau wurde von der Roten Armee am 27. Juli 1944 befreit. Von den jüdischen Bewohnern der Stadt hatten nur einhundert überlebt.

## Strafrechtliche Ahndung
Anfang 1966 fand vor dem Landesgericht Salzburg ein skandalträchtiger Prozess gegen zwei Tatbeteiligte statt. Eine zweite Hauptverhandlung vor dem Landesgericht Wien folgte und endete am 8. November 1966 mit einer Verurteilung zu Haftstrafen von acht und zwölf Jahren. Beide Täter wurden gnadenhalber vorzeitig entlassen.
Nach mehrjährigen Ermittlungen kam es 1968 zu einem Prozess gegen 14 Angehörige der Sicherheitspolizei in Stanislau, bei dem auch die Verbrechen am Blutsonntag Gegenstand der Verhandlung waren. Am 6. Mai 1968 verurteilte das Landgericht Münster drei Täter zu lebenslänglicher Haftstrafe und sechs Täter zu langjährigen Haftstrafen.